# Agence d'innovation (Azerbaïdjan)
L'Agence d'innovation d'Azerbaïdjan (en azerbaïdjanais: Azərbaycan İnnovasiyalar Agentliyi) est une agence d'État placée sous la tutelle du Ministère du Développement Numérique et des Transports de l'Azerbaïdjan. L'agence soutient les entreprises locales en facilitant l'acquisition et le transfert de technologies modernes, en appuyant la recherche axée sur l'innovation, et en finançant les startups par le biais de subventions, de prêts à taux préférentiels et de capital-risque,.

## Histoire
L'Agence d'innovation a été créée sous l'égide du Ministère des transports, des communications et des hautes technologies de la République d'Azerbaïdjan sur la base du Fonds d'État pour le développement des technologies de l'information et de la société à responsabilité limitée Parc High-Tech, qui sont subordonnées au Ministère des Transports, des Communications et des Hautes Technologies de la République d'Azerbaïdjan conformément au Décret n ° 325 du Président de la République d'Azerbaïdjan Ilham Aliyev du 6 novembre 2018.
Le 11 octobre 2021, sur la base d'un décret présidentiel, l'Agence pour l'Innovation et le Développement Numérique a été créée par la fusion et la réorganisation de la société par actions fermée "Centre National de l'Énergie Nucléaire", de l'Agence des Innovations et du Centre de Recherche pour les Hautes Technologies, tous sous la tutelle du Ministère des Transports, des Communications et des Hautes Technologies de l'Azerbaïdjan.

## Principaux objectifs et responsabilités
Le principal objectif de l'Agence est de promouvoir le développement durable et la compétitivité du secteur des TIC, l'expansion des industries innovantes et de haute technologie basées sur les réalisations scientifiques et technologiques modernes, le développement de technologies modernes pour la recherche et le développement de nouvelles technologies.
La mission principale de l'Agence est de développer une économie de haute technologie grâce aux conditions favorables créées en Azerbaïdjan et dans la région par des privilèges économiques, des services aux entreprises et des équipements de pointe.
Le but de l'Agence d'innovation est de promouvoir la production de produits innovants et de haute technologie et la fourniture de services sous la marque «Made in Azerbaijan», ainsi que de créer les conditions permettant aux marques locales existantes d'entrer sur la scène internationale, identifier les produits et services pour la transformation numérique, pour soutenir les solutions intellectuelles sur les technologies robotiques et cloud, le traitement de données à grande échelle et l'intelligence artificielle.
L'Agence dispose également d'un Centre d'Incubation et d'Accélération d'Entreprises pour soutenir les idées des jeunes, constituer une base d'idées innovantes, ainsi que développer et améliorer des produits innovants et des techniques de pointe. L'incubation d'entreprises fonctionne 24 heures sur 24, 7 jours sur 7. Un laboratoire a également été mis en place au sein de l'Agence d'innovation pour accompagner le développement des premiers prototypes. L'Agence offre des formations en ingénierie et programmation, en analyse de données et en comptabilité. L'Agence pour l'innovation promeut la participation des auteurs de projets de démarrage dans le pays à des événements de démarrage, des expositions, des conférences et des festivals internationaux d'investissement, ainsi que des bourses de voyage pour organiser des réunions avec des investisseurs étrangers.

## Conseil d'administration
Sur ordre du président de la République d'Azerbaïdjan du 5 août 2019, Tural Kerimli avait été nommé président de l'Agence d'innovation.
En 2023, Inara Valiyeva a été nommée à la tête de l'agence. Elle avait auparavant occupé ce poste à titre provisoire.
Le 16 janvier 2025, Farid Osmanov a été nommé au poste de président de l'agence.

## Critiques
En 2021, l'Agence pour l'Innovation et le Développement Numérique a enregistré une perte de 4,163 millions de manats, et en 2022, une perte de 4,626 millions de manats. L'organisation a terminé l'année 2023 avec une perte de 7,652 millions de manats, augmentant ainsi sa perte accumulée de 45,9% pour atteindre 24,309 millions de manats.
L'agence a également été critiquée pour ne pas avoir payé les entreprises avec lesquelles elle avait collaboré dans le cadre du programme de formation pendant des mois, et pour avoir retardé les paiements sans raison apparente,.
Selon certaines allégations, dans le cadre du projet Technest, des cours ont été organisés dans divers endroits de la ville, y compris des lieux inappropriés, afin de servir les intérêts personnels de certains employés de l'agence. Il est rapporté que certains de ces cours étaient purement formels et n'impliquaient aucune activité d'enseignement réelle. De plus, il a été affirmé que certaines personnes ont rejoint le projet par des moyens non transparents et que les ressources ont été utilisées de manière inefficace.